# ふるさとはどこですか (テレサ・テンのアルバム)
『ふるさとはどこですか』は、テレサ・テンの日本での通算4枚目のオリジナル・アルバムである。1977年2月21日にポリドール・レコードからLP盤（レコード品番：MR 3048）形式でリリースされた。全12曲収録。
ディスクジャケット帯のキャッチコピーは「テレサ 愛の熱唱! 全オリジナル・アルバム」。

## 概要
同年2月にリリースした新曲「ふるさとはどこですか」と前作のシングル曲「夜のフェリーボート」を収録。また、本作のために書き下ろされた10曲の完全オリジナル曲を収録。石川浩二がプロデューサー、松崎澄夫がディレクター、武藤義がジャケット撮影を務めている。
2006年4月12日にユニバーサルミュージックより初CD化（規格品番：UPCY-6129）された。

## 批評
CDジャーナルは、「その歌声の魅力がたっぷりと詰まっている。」と評した。

## 収録曲
| #         | タイトル                 | 作詞       | 作曲           | 編曲       | 時間  |
| --------- | ------------------------ | ---------- | -------------- | ---------- | ----- |
| A1.       | 「ふるさとはどこですか」 | 中山大三郎 | うすいよしのり | 竜崎孝路   | 3:35  |
| A2.       | 「冬の階段」             | ちあき哲也 | 小川寛興       | 森岡賢一郎 | 3:16  |
| A3.       | 「こんな女」             | 千家和也   | 三木たかし     | 小谷充     | 3:51  |
| A4.       | 「さよならの朝」         | 藤蘭       | 小谷充         | 小谷充     | 4:02  |
| A5.       | 「香港の夜」             | 麻生香太郎 | 井上忠夫       | 小谷充     | 3:35  |
| A6.       | 「神戸です」             | 竜真知子   | 小谷充         | 小谷充     | 3:37  |
| B1.       | 「夜のフェリーボート」   | 山上路夫   | 井上忠夫       | 森岡賢一郎 | 3:15  |
| B2.       | 「哀しくて」             | 山田孝雄   | 曽根幸明       | 京建輔     | 3:35  |
| B3.       | 「砂」                   | 山田孝雄   | 曽根幸明       | 京建輔     | 3:57  |
| B4.       | 「他人雨」               | 千家和也   | 三木たかし     | 小谷充     | 3:24  |
| B5.       | 「恋は駄目」             | 東海林良   | 小谷充         | 小谷充     | 3:43  |
| B6.       | 「足摺岬」               | 麻生香太郎 | 井上忠夫       | 竜崎孝路   | 3:52  |
| 合計時間: | 合計時間:                | 合計時間:  | 合計時間:      | 合計時間:  | 43:42 |